# Holcocephala fusca
Holcocephala fusca là một loài ruồi trong họ Asilidae. Holcocephala fusca được Bromley miêu tả năm 1951. Loài này phân bố ở vùng Tân Bắc giới.

## Hình ảnh

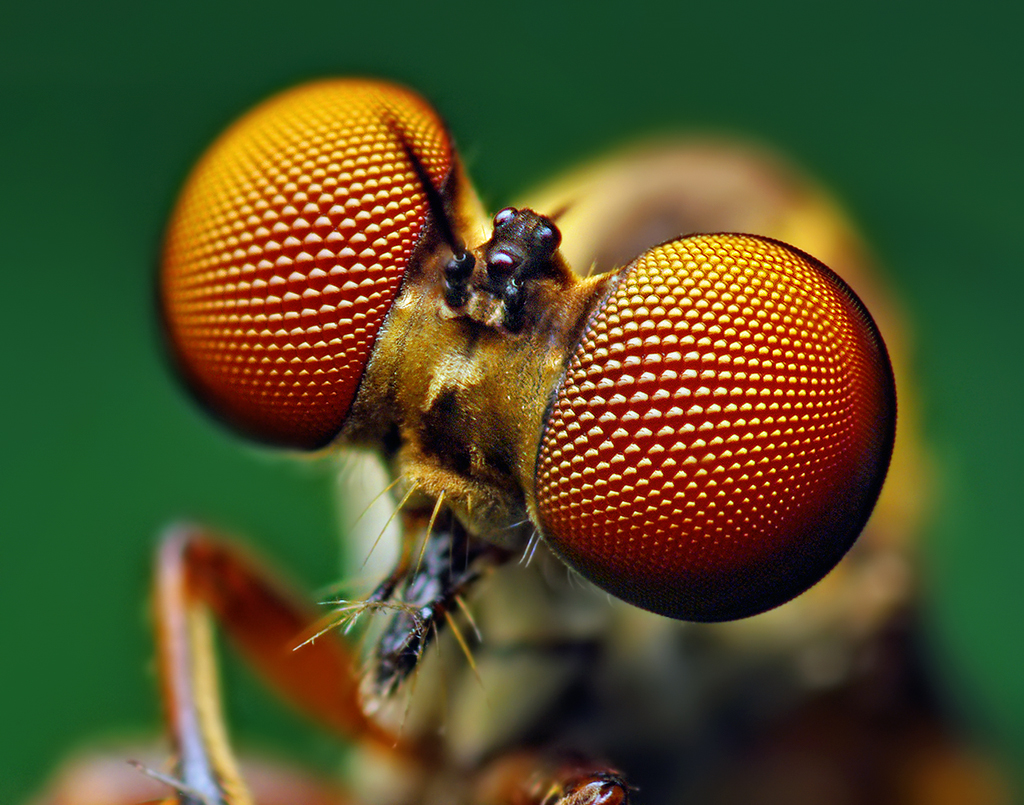
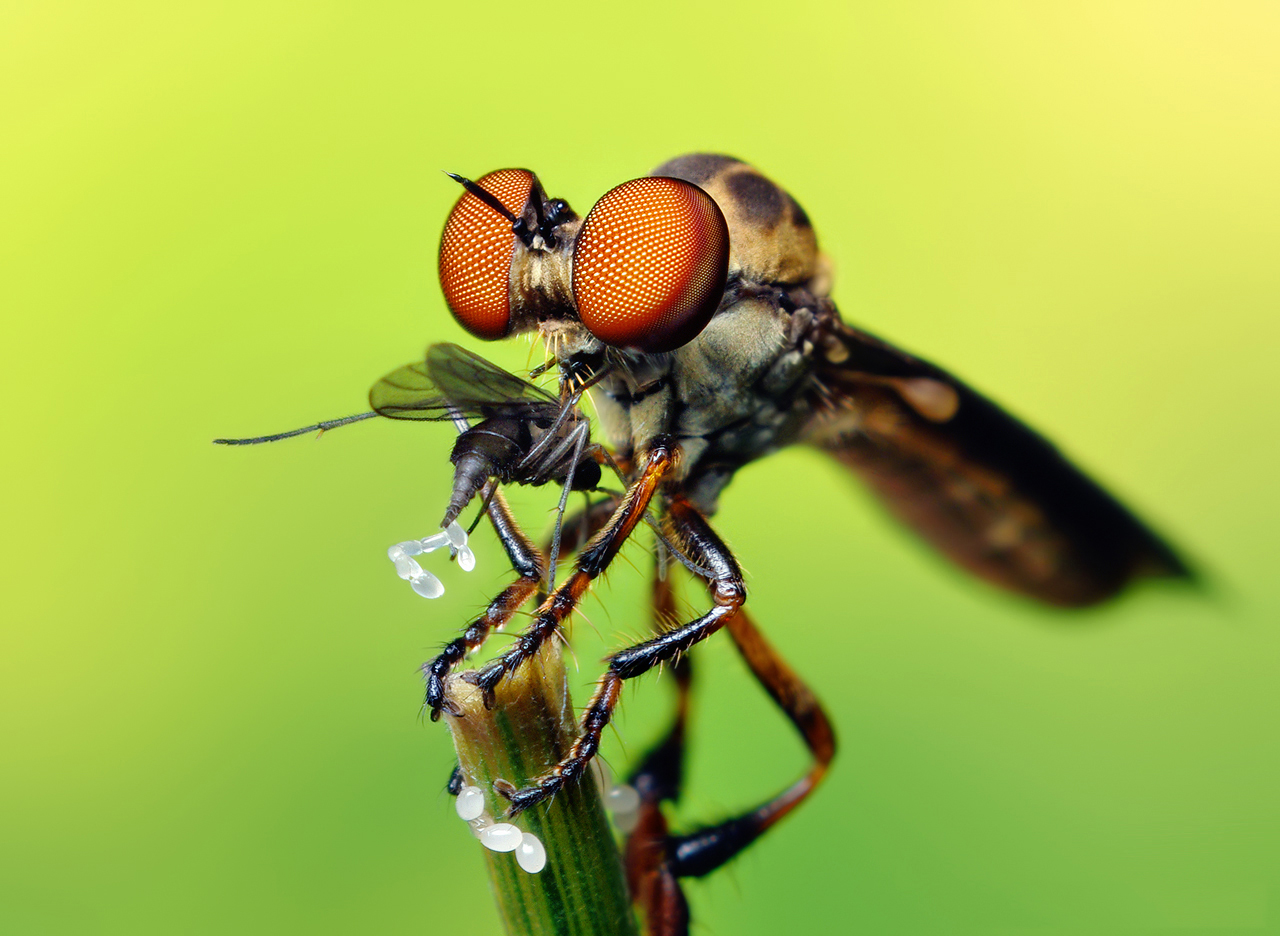